# نافع بن هلال
نافع بن هلال جملی از یاران حسین بن علی بود که در روز عاشورا در کربلا کشته شد.

## زندگی
وی اهل کوفه بود. او که از قاریان قرآن و حدیث و از اصحاب علی به شمار می‌رفت و در جنگهای صفین، جمل و نهروان شمشیر زده بود، وقتی حسین بن علی به سوی عراق آمد، به سوی او شتافت و در راه به کاروان پیوست.
او سفارش کرده بود اسبش را که کامل نام داشت از کوفه برایش بیاورند و عمرو بن خالد و دوستانش این کار را کردند. در روز عاشورا هنگامی که عمرو بن قرظة، از یاران امام، کشته شد و برادرش علی بن قرظة که در سپاه یزید بود، به خونخواهی او به میدان آمد، نافع بن هلال بر او حمله کرد و او را مجروح ساخت. یارانش برای نجات او حمله کردند و نافع بن هلال با آنها درگیر شد. رجز می‌خواند و می‌گفت: «اگر مرا نمی‌شناسید خود را معرفی می‌کنم: من از قبیله جَمَلی هستم و آیین و دینم همان دین حسین بن علی است.»

## شهادت
مردی به نام «مزاحم بن حریث» بر او حمله کرد ولی ضربه نافع به او مهلت نداد و کشته شد.
«عمرو بن حجاح»، از فرماندهان سپاه یزید، فریاد زد: «آیا می‌دانید با چه کسی می‌جنگید؟! کسی به تنهایی به میدان اصحاب حسین نرود!»
نافع بن هلال، نامش را بر روی تیرهای خود نوشته بود. او با تیرهای خود دوازده نفر از سپاه عمر بن سعد را کشت و بسیاری را مجروح ساخت.
هنگامی که تیرهایش تمام شد، شمشیر خود را برهنه کرد و حمله‌کنان فریاد زد: «من شیرمردی از قبیله جملی هستم. پیرو دین علی.»
لشکر دشمن چاره کار را در حمله دسته جمعی دیدند. از این رو اطراف نافع را گرفتند و او را هدف تیرها و سنگ‌های خود قرار دادند تا این که بازوانش را شکستند و او را به اسارت گرفتند.
شمر و گروهی از سپاه، او را نزد عمر بن سعد بردند.
عمر بن سعد به او گفت: «ای نافع! وای بر تو! چرا با خود چنین کردی؟ !»
نافع گفت: «به خدا سوگند جز کسانی که مجروح ساخته‌ام، دوازده نفر از شما را نیز کشته‌ام و خود را ملامت نمی‌کنم. اگر بازوان من سالم بود نمی‌توانستید مرا اسیر کنید.»
شمر به عمر بن سعد گفت: «او را بکش!»
عمر بن سعد گفت: «تو او را آورده‌ای، اگر می‌خواهی خودت او را بکش!»
شمر شمشیر کشید و چون خواست نافع را بکشد، نافع به او گفت: «به خدا سوگند ملاقات خدا برای تو بسیار دشوار است و خون ما بر گردن تو سنگینی می‌کند. خدا را سپاس می‌گویم که مرگ ما را به دست بدترین خلق خودش قرار داد!»
در این هنگام وی به دست شمر کشته شد.
در روز عاشورا نافع اسیر شد و به دست شمر کشته‌شد.